# Lepomis cyanellus
A Lepomis cyanellus a sugarasúszójú halak (Actinopterygii) osztályának sügéralakúak (Perciformes) rendjébe, ezen belül a díszsügérfélék (Centrarchidae) családjába tartozó faj.

## Előfordulása
A Lepomis cyanellus előfordulási területe Észak-Amerika keleti fele. Az elterjedése a kanadai Hudson-öböltől és a Nagy-tavaktól kezdve, délre egészen az USA déli részét mosó Mexikói-öbölig tart. Főleg a Mississippi és a texasi Rio Grande folyórendszerek hala. Területének határait északkeleten Ontario és New York, míg északnyugaton Minnesota és Dél-Dakota képezik; délkeleten pedig Georgia, valamint Florida és délnyugaton Alabama, valamint Texas és Észak-Mexikó alkotják.

## Megjelenése
Ez a hal általában 20 centiméter hosszú, azonban 31 centiméteresre és 960 grammosra is megnőhet.

## Életmódja
Édesvízi halfaj, amely a nyíltabb vizeket részesíti előnyben, azonban a növényes részeken is megfigyelhető. A 18-32 Celsius-fok közötti vízhőmérsékletet és a 7-7,5 pH értékű vizet kedveli. Az ivadék rovarlárvákkal és apró rákokkal táplálkozik.
Legfeljebb 9 évig él.

## Szaporodása
Az ikrát egy mélyedésbe rakja le a Lepomis cyanellus nőstény.

## Felhasználása
Ezt a halat ipari mértékben halásszák és tenyésztik. A sporthorgászok is kedvelik.

## Képek

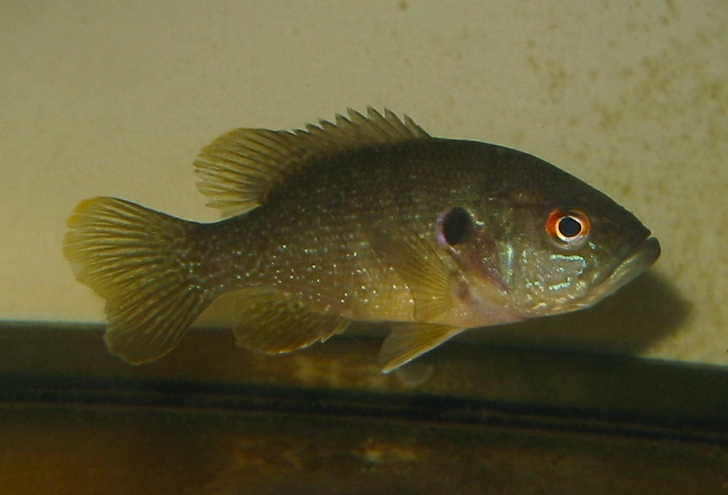
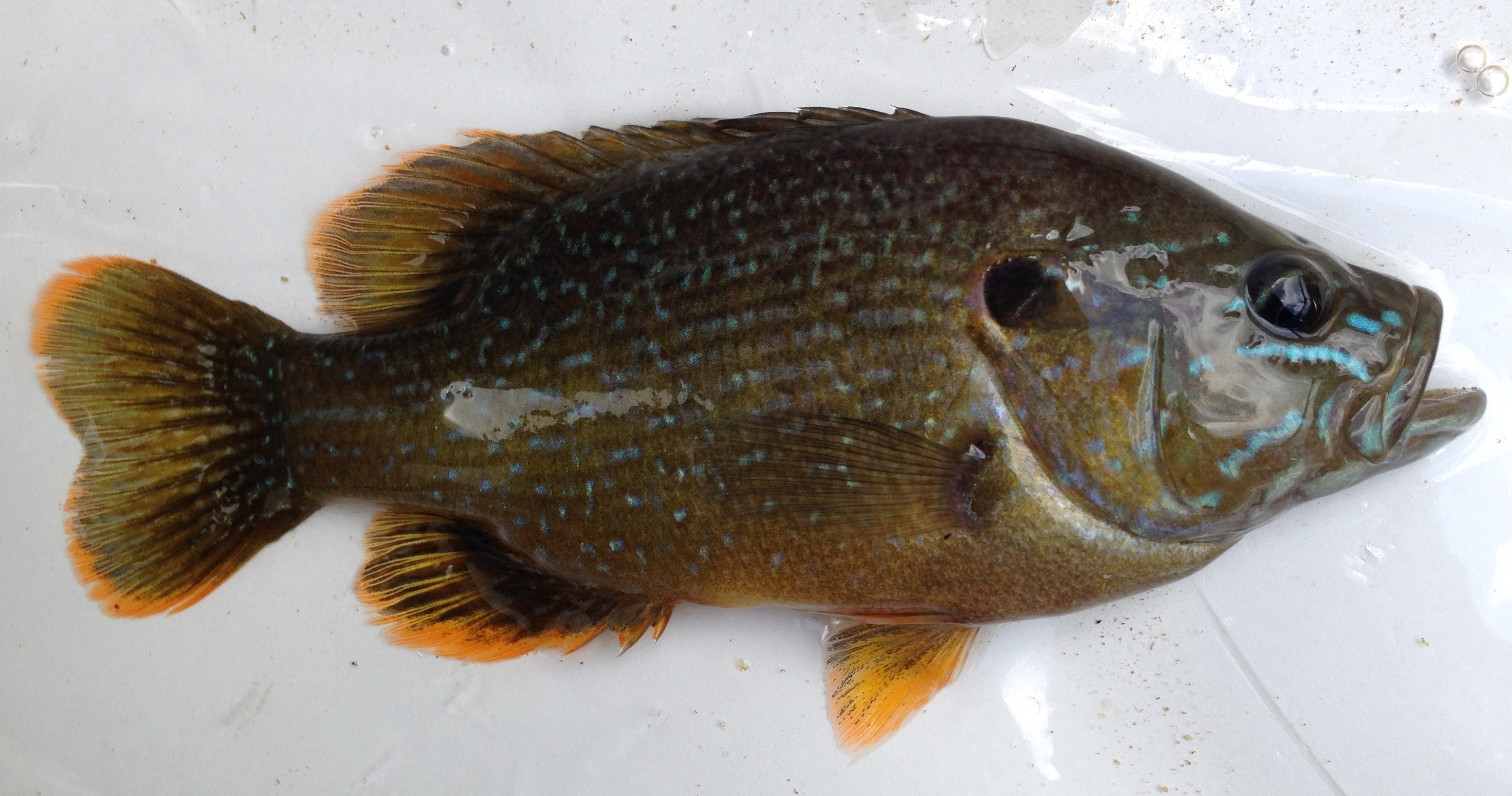
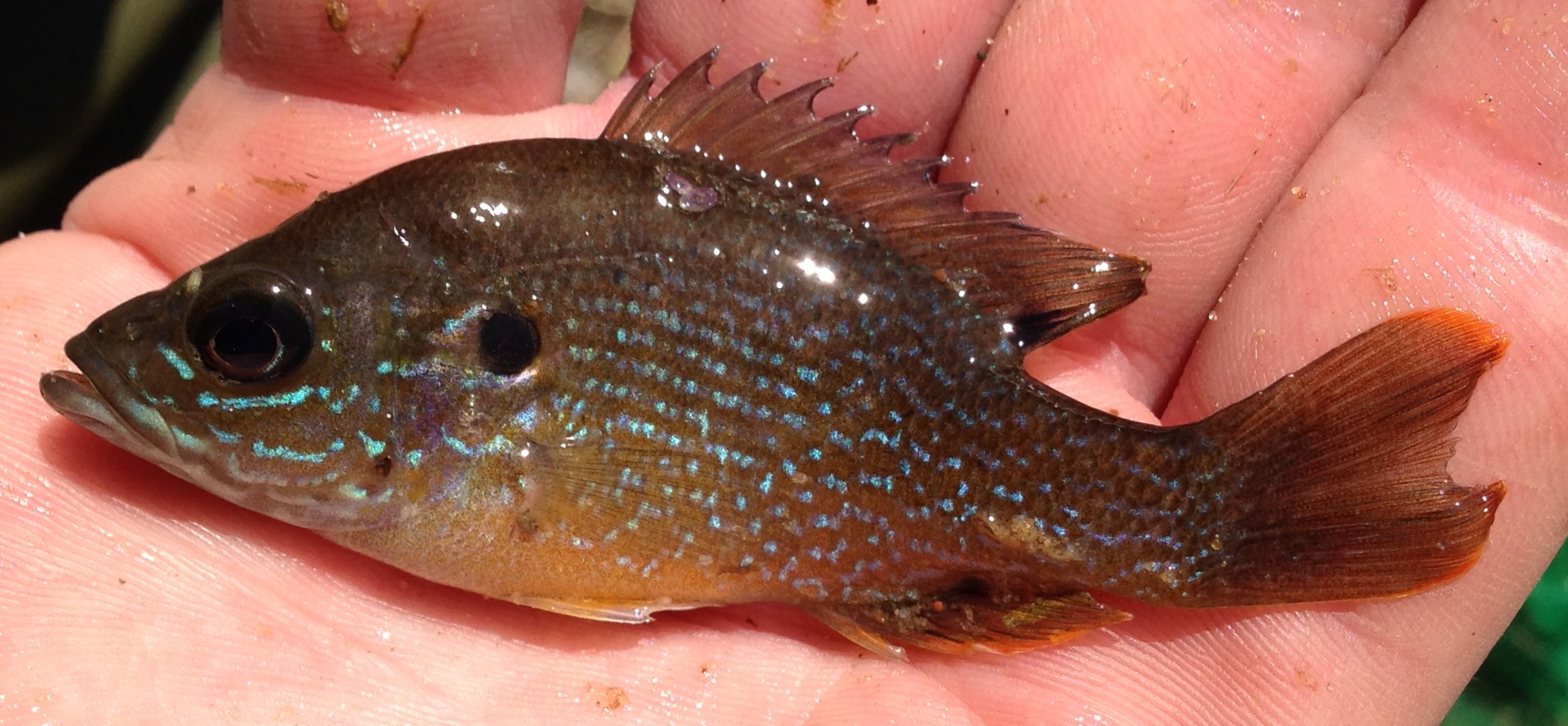
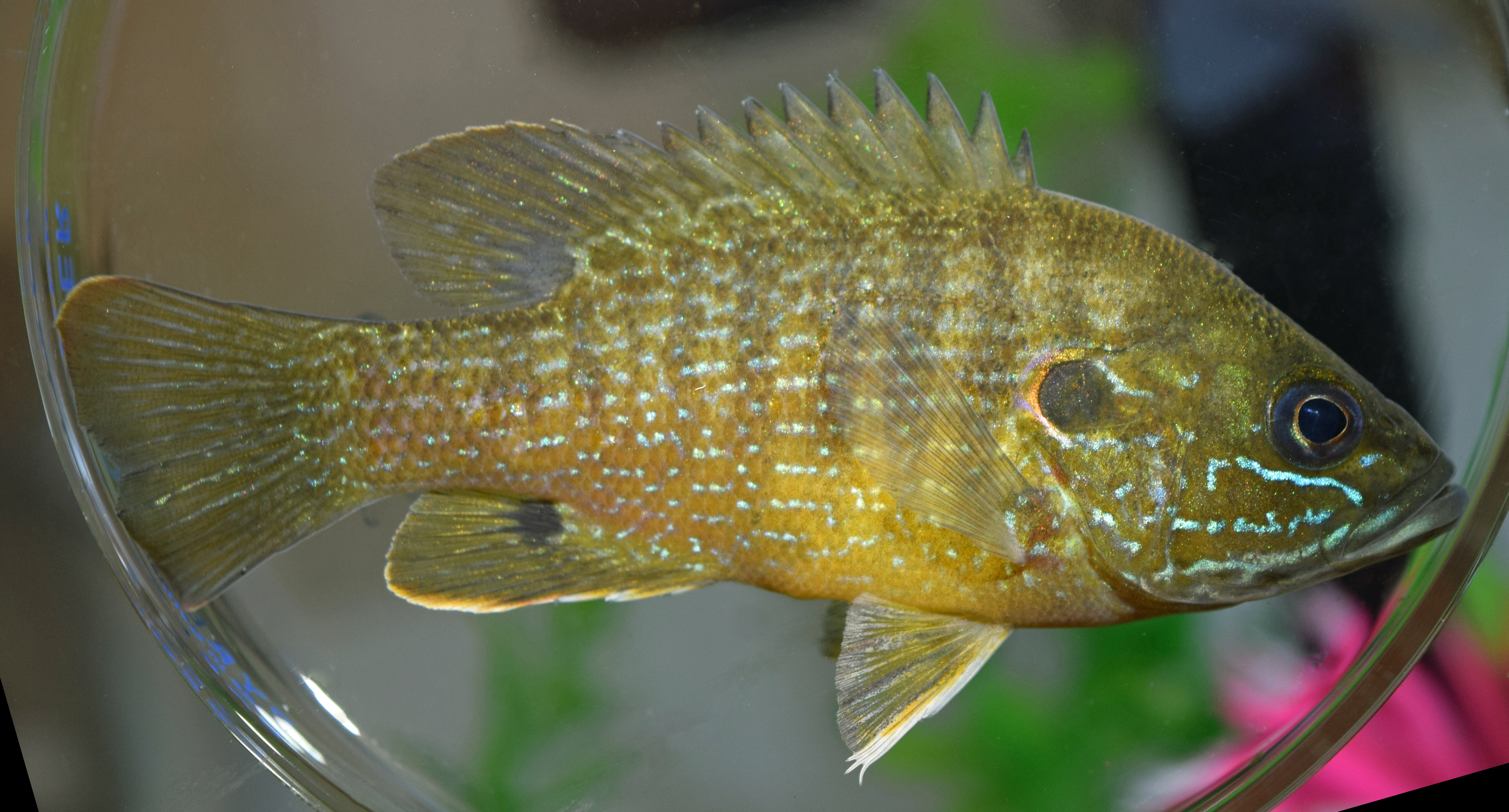
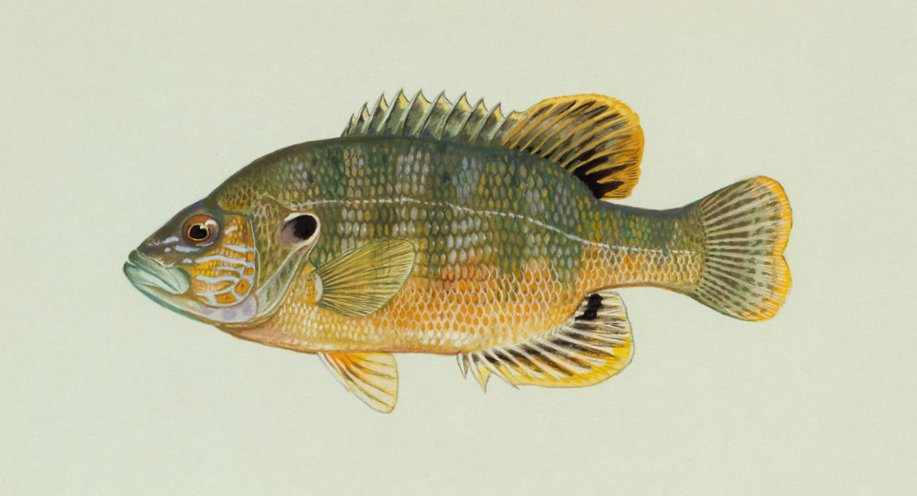